# Tiếng Svan
Tiếng Svan (ლუშნუ ნინ lušnu nin; tiếng Gruzia: სვანური ენა, đã Latinh hoá: svanuri ena) là ngôn ngữ thuộc ngữ hệ Kartvelia sử dụng chủ yếu bởi người Svan, một dân tộc sinh sống ở vùng Svaneti ở phía Tây Gruzia. Với số lượng người nói khoảng 30.000 đến 80.000, UNESCO phân loại tiếng Svan là "ngôn ngữ chắc chắn bị đe dọa". Ngôn ngữ này vẫn giữ được nhiều đặc điểm bị biến mất trong các ngôn ngữ Kartvelia nên nó được quan tâm một cách đặc biệt.

## Đặc điểm

### Đặc điểm giống nhau
Tương tự như tất cả ngôn ngữ thuộc hệ Kavkaz, tiếng Svan có kho phụ âm đa dạng, sự phù ứng giữa chủ ngữ và tân ngữ và hệ thống cú pháp hình thái có tính tác cách tách rời. Động từ được đánh dấu theo thể, tính hữu chứng và "phiên bản".

### Đặc điểm khác nhau
Tiếng Svan giữ lại âm tắc tiểu thiệt vô thanh bật hơi /qʰ/ và các bán nguyên âm /w/ và /j/. Kho nguyên âm rộng hơn tiếng Gruzia; trong đó phương ngữ Thượng Bal có nhiều nguyên âm nhất, với tổng cộng 18 nguyên âm (ngược lại, tiếng Gruzia chỉ có năm nguyên âm).
Hình thái ngôn ngữ này ít đều đặn hơn so với ba ngôn ngữ cùng ngữ hệ khác, trong đó sự khác biệt nổi bật là chia động từ.

## Phân bố
Tiếng Svan được sử dụng bởi ít hơn 30.000 người Svan (15.000 người là Thượng Svan; 12.000 người là Hạ Svan), dân tộc sinh sống tại miền núi vùng Svaneti (v.d. tại các thị trấn Mestia và Lentekhi, dọc theo các con sông Enguri, Tskhenistsqali và Kodori). Một số người Svan sống tại thung lũng Kodori, Abkhazia (quốc gia cộng hòa độc lập trên thực tế). Mặc dù điều kiện ở đó khiến việc xác định số lượng trở nên khó khăn nhưng ước tính chỉ có khoảng 2.500 người Svan sinh sống.
Ngôn ngữ này được sử dụng trong giao tiếp quen thuộc và giản dị nhưng không có không có tiêu chuẩn bằng văn bản hay địa vị chính thức. Nhiều người cũng sử dụng tiếng Gruzia. Ngôn ngữ này được coi là bị đe dọa vì khả năng sử dụng của giới trẻ còn hạn chế.

## Lịch sử
Tiếng Svan là ngôn ngữ riêng biệt nhất trong bốn ngôn ngữ Nam Kavkaz và được cho là đã tách rời vào thiên niên kỷ 2 TCN hoặc sớm hơn, khoảng 1000 năm trước khi tiếng Gruzia và nhóm ngôn ngữ Zan tách rời nhau.
Nhà dân tộc học Liên Xô Evdokia Kozhevnikova đã ghi chép rộng rãi về tiếng Svan trong quá trình nghiên cứu thực địa của bà ở Svaneti vào những năm 1920 và 1930.

## Phương ngữ
Tiếng Svan được chia thành các phương ngữ và phương ngữ con như sau:
- Thượng Svan (kh. 15.000 người)
  - Thượng Bal: Ushguli, Kala, Ipar, Mulakh, Mestia, Lenzer, Latal.
  - Hạ Bal: Becho, Tskhumar, Etser, Par, Chubekh, Lakham.
- Hạ Svan (kh. 15.000 người)
  - Lashkh: Lashkh.
  - Lentekhi: Lentekhi, Kheled, Khopur, Rtskhmelur, Cholur

## Ngữ âm

### Phụ âm
Kho phụ âm của tiếng Svan nhiều, ít hơn hoặc tương tự với tiếng Gruzia cổ. Tức là, so với tiếng Gruzia hiện đại, ngôn ngữ này có các âm /j/, /q/ và /w/ nhưng âm xát môi răng chỉ phát âm là tha âm vị của /w/ trong phương ngữ Ln. Hơn nữa, các phụ âm tiểu thiệt /q/ và /q’/ được coi là các âm tắc xát (v.d. [q͡χ] và [q͡χʼ]).
|          |           | Môi-môi   | Răng      | Ngạc cứng  | Ngạc mềm | Tiểu thiệt | Thanh hầu |
| -------- | --------- | --------- | --------- | ---------- | -------- | ---------- | --------- |
| Mũi      | Mũi       | m /m/ მ   | n /n/ ნ   |            |          |            |           |
| Tắc      | hữu thanh | b /b/ ბ   | d /d/ დ   |            | g /ɡ/ გ  |            |           |
| Tắc      | bật hơi   | p /pʰ/ ფ  | t /tʰ/ თ  |            | k /kʰ/ ქ | q /qʰ/ ჴ   |           |
| Tắc      | phụt      | ṗ /pʼ/ პ  | ṭ /tʼ/ ტ  |            | ḳ /kʼ/ კ | q̇ /qʼ/ ყ   | ʔ /ʔ/ ჸ   |
| Tắc xát  | hữu thanh |           | ʒ /d͡z/ ძ  | ǯ /d͡ʒ/ ჯ   |          |            |           |
| Tắc xát  | bật hơi   |           | c /t͡sʰ/ ც | č /t͡ʃʰ/ ჩ  |          |            |           |
| Tắc xát  | phụt      |           | ċ /t͡sʼ/ წ | čʼ /t͡ʃʼ/ ჭ |          |            |           |
| Xát      | hữu thanh | (v [v] ვ) | z /z/ ზ   | ž /ʒ/ ჟ    |          | ɣ /ʁ/ ღ    |           |
| Xát      | vô thanh  |           | s /s/ ს   | š /ʃ/ შ    |          | x /χ/ ხ    | h /h/ ჰ   |
| Tiếp cận | Tiếp cận  | w /w/უ̂    | l /l/ ლ   | y /j/ ჲ    |          |            |           |
| Rung     | Rung      |           | r /r/ რ   |            |          |            |           |

## Nguyên âm
Tiếng Svan có kho nguyên âm tùy thuộc vào phương ngữ. Ví dụ các nguyên âm dài trong tiếng Svan nguyên thủy được phát âm trong các phương ngữ Thượng Bal, Cholur và Lashkh, nhưng chúng mất đi trong các phương ngữ Lentekh và Hạ Bal. So với tiếng Gruzia, ngôn ngữ này có nguyên âm giữa /ə/ (phát âm là [ɯ]~[ɨ]), nguyên âm không tròn môi trước gần mở /æ/ và các nguyên âm tròn môi trước /œ/ và /y/ (trừ Lashkh). Các nguyên âm tròn môi trước thường khi phát âm là [we] và [wi], do đó đôi khi không được coi là các ngữ âm riêng biệt.
|                | Hàng trước     | Hàng trước | Hàng trước  | Hàng trước | Hàng giữa | Hàng giữa | Hàng sau | Hàng sau |
| không tròn môi | không tròn môi | tròn môi   | tròn môi    |            | Hàng giữa | Hàng giữa | Hàng sau | Hàng sau |
| ngắn           | dài            | ngắn       | dài         | ngắn       | dài       | ngắn      | dài      |          |
| -------------- | -------------- | ---------- | ----------- | ---------- | --------- | --------- | -------- | -------- |
| Đóng           | /i/ ი i        | /iː/ ი̄ ī   | /y/ უ̈, ჳი ü | /yː/ უ̄̈ ṻ   |           |           | /u/ უ u  | /uː/ უ̄ ū |
| Nửa đóng       | /e/ ე e        | /eː/ ჱ ē   |             |            | /ə/ ჷ ə   | /əː/ ჷ̄ ə̄  |          |          |
| Nửa mở         |                |            | /œ/ ო̈, ჳე ö | /œː/ ო̄̈ ō̈   | /ə/ ჷ ə   | /əː/ ჷ̄ ə̄  | /ɔ/ ო o  | /ɔː/ ო̄ ō |
| Mở             | /æ/ ა̈ ä        | /æː/ ა̄̈ ā̈   |             |            |           |           | /ɑ/ ა a  | /ɑː/ ა̄ ā |

1. ↑  Phát âm là [ɯ] hoặc [ɨ].

### Bảng chữ cái
Như minh họa bên trên, bảng chữ cái tiếng Svan giống như bảng chữ cái tiếng Mingrelia, nhưng bổ sung một vài chữ (mặt khác là lỗi thời trong chữ Gruzia):
- ჶ [f]
- ჴ /q⁽ʰ⁾/
- ჸ /ʔ/
- ჲ /j/
- უ̂ /w/
- ჷ /ə/
- ჱ /eː/

Những chữ cái này được bổ sung bằng dấu phụ lên nguyên âm, mặc dù chúng thường không được viết. Các chữ cái kép
- ჳი ("wi") /y/
- ჳე ("we") /œ/

được sử dụng trong các phương ngữ Hạ Bal và Lentekh, thỉnh thoảng là phương ngữ Thượng Bal; những âm này không được phát âm trong phương ngữ Lashkh.